# El mundo mágico de Bella
El mundo mágico de Bella (Belle's Magical World en inglés), reeditada en 2003 como La bella y la bestia: El mundo mágico de Bella, es la tercera entrega de la serie de películas animadas de La Bella y la Bestia. Fue lanzada directamente para video el 17 de febrero de 1998.

## Sinopsis
Los personajes de las películas anteriores (y otros nuevos) se introducen de nuevo en el castillo de la Bestia a través de cuatro nuevas historias.
En La Palabra Perfecta, un malentendido entre Bella y Bestia les enseña a perdonar. En La Locura de Fifí, Lumiere y Fifí pasan una romántica tarde descendiendo en trineo por una montaña. En La Fiesta de la Sra. Potts, una pequeña discusión hace que todos aprendan la importancia de trabajar en equipo. Y en Ala Rota, Bella le pide a Bestia que en acto de bondad, libere a un pequeño pájaro cantor.

## Reparto (versión original)
- Belle: Paige O'Hara
- Beast: Robby Benson
- Lumiere: Jerry Orbach
- Cogsworth / Narrator: David Ogden Stiers
- Mrs. Potts: Anne Rogers
- Chip: Gregory Grudt
- Fifi: Kimmy Robertson
- Wardrobe: Jo Anne Worley
- Crane / Whisk: Jeff Bennett
- Webster / Bowl / Tubaloo / Chef Bouche: Jim Cummings
- La Plume / Tres: Rob Paulsen
- Chandeliera / Concertina / Chaud: April Winchell

### Doblaje de España
- Bella: Inés Moraleda
- Bestia: Jordi Brau
- Lumière: Miguel Ángel Jenner
- Din Don: Antonio Gómez de Vicente y Eduard Doncos
- Narrador: Camilo García
- Sra. Potts: Marta Martorell
- Chip: Michelle Jenner
- Fifí: Alicia Laorden
- Armario: Aurora García
- Crane: Aleix Estadella
- Batidor: José Javier Serrano
- Webster: Antonio Crespo y Ricard Palmerola
- Ponchera: Pepe Mediavilla
- Tubaloo: Miguel Ángel Jenner
- Chef Bouche: Jordi Estadella
- La Plume: Nuria Doménech
- Tres: Gonzalo Durán
- Chandeliera: Juana Beuter
- Concertina: Lucas Cisneros
- Chaud: Mª Carmen Alarcón

## Producción
Las historias que componen esta película, en un principio iban destinadas a ser una serie de television incluso a Gaston para estar completa la colección. Pero al final dicha serie nunca llegó a emitirse, y sus creadores unieron los episodios que ya tenían terminados y compusieron esta película. La misma originalmente contenía sólo tres historias, pero en el año 2003 salió a la venta en DVD una Edición Especial que contenía una cuarta historia: La Fiesta de la Sra. Potts.